# Оперативная группа Н. Ф. Ватутина
Операти́вная гру́ппа Н. Ф. Вату́тина — оперативное объединение РККА, действовавшее в октябре 1941 года в районе города Калинина под командованием начальника штаба Северо-Западного фронта генерал-лейтенанта Н. Ф. Ватутина.

## История создания
Оперативная группа была создана 10 октября 1941 года и передана под командование начальника штаба Северо-Западного фронта генерал-лейтенанта Н. Ф. Ватутина. В неё вошли две стрелковые и две кавалерийские дивизии, 46-й мотоциклетный полк и 8-я танковая бригада. 13 октября приказом командующего Северо-Западным фронтом генерал-лейтенанта П. А. Курочкина 8-й танковой бригаде и 46-му мотоциклетному полку к исходу 14 октября было предписано сосредоточиться в районе южнее Вышнего Волочка и быть готовыми действовать в направлении Торжок — Калинин.
Появление противника в районе важнейшего узла дорог, города Калинина, создавало угрозу окружения войск левого крыла Северо-Западного фронта и правого крыла Западного фронта. В связи с этим, 13 октября 1941 года руководство Северо-Западного фронта получило указание начальника Генерального штаба Б. М. Шапошникова о создании группировки войск «для атаки противника в направлении г. Калинин». В документах это импровизированное объединение получило наименование: «оперативная группа Н. Ф. Ватутина», по имени возглавившего её начальника штаба Северо-Западного фронта генерал-лейтенанта Н. Ф. Ватутина.

## Состав
По воспоминаниям П. А. Ротмистрова, маршала бронетанковых войск:
- две стрелковые дивизии
- две кавалерийские дивизии
- 46-й мотоциклетный полк
- 8-я танковая бригада (полковник П. А. Ротмистров) в составе 61 танка (7 КВ-1, 22 Т-34 и 32 Т-40) на 30.09.1941[3][4].

## Оборонительные бои под Калининым
Всего за одни сутки 8-я танковая бригада (полковник П. А. Ротмистров) с 46-м мотоциклетным полком совершили 250-километровый марш и 14 октября передовыми подразделениями вступили в бой за Калинин. В течение 15-17 октября на северо-западной окраине Калинина велись ожесточённые бои.
Совершив в одни сутки двухсоткилометровый марш, 8-я танковая бригада и 46-й мотоциклетный полк сосредоточились в районе деревни Думаново (юго-западнее Торжка), а передовые части, пройдя за сутки около 250 километров, подошли к деревне Каликино (шесть километров северо-западнее Калинина; ныне — поселок Заволжский) и с ходу вступили в бой.
Днём 15 октября к Калинину стали подходить основные силы оперативной группы, одновременно по шоссе на Торжок выступили силы немецкой армии. На северо-западной окраине Калинина завязался встречный бой, который длился около 4 часов. К 14 часам 934-й стрелковый полк во взаимодействии с 8-м танковым полком бригады контратаковал противника и овладел Горбатым мостом. В 16 часов противник крупными силами пехоты с 30 танками перешёл в атаку. В результате боя немцы потеряли 3 танка, 5 бронемашин, свыше 600 солдат и офицеров и отошли назад в город. К исходу дня группа закрепилась на северо-западных окраинах Калинина.
В 15 часов 16 октября части 1-й танковой дивизии и 900-й моторизованной бригады нанесли удар из района станции Дорошиха в направлении на Николо-Малицу. Им удалось быстро прорвать оборону 934-го стрелкового полка 256-й стрелковой дивизии и к исходу дня выйти в район Медного. Здесь немецкие части атакой во фланг были разрезаны надвое, а их авангарды почти полностью уничтожены. В боях под Медным 22—23 октября потери немцев составили до 1000 человек, 200 мотоциклов, до 30 танков, 15 орудий, множество автомашин и другой техники; отступавшие немецкие танки были прижаты в районе Дмитровского болота (между деревнями Черкасы и Щербовым), при этом их потери составили 70 танков. Таким образом, попытка немецкого командования использовать Калинин для дальнейшего наступления, была сорвана.

## Контрнаступление под Калининым
Наступление советских войск с разных направлений явилось внезапным для противника. Части оперативной группы Н. Ф. Ватутина вышли в тыл прорвавшейся на Торжок группировке противника и отрезали её от города. Остатки разгромленных войск противника бежали на правый берег Волги.

## Результаты
Угроза выхода немцев в тыл Северо-Западного фронта была ликвидирована. Противник не смог развить наступление на Торжок, Лихославль и Бежецк, была ликвидирована угроза окружения 22-й и 29-й армий, войск левого крыла Северо-Западного фронта, обеспечена бесперебойная работа железнодорожной линии Рыбинск — Бологое.
В ходе боёв были разгромлены 1-я танковая дивизия и 900-я моторизованная бригада противника. 
За организацию сопротивления противнику в районе Новгорода и Калинина и проявленные при этом личное мужество и решительность генерал-лейтенант Н. Ф. Ватутин был награждён орденом Красного Знамени.

## Ликвидация оперативной группы
Последующие действия советского командования в районе Калинина Н. Ф. Ватутин подверг резкой критике. 
Так, 8-я танковая бригада 22 октября была выведена в армейский резерв и сосредоточилась в районе Поддубок, а 27 октября поступила в подчинение командующему 29-й армией. В этот же день передовые части 6-й немецкой пехотной дивизии форсировали Волгу в районе Якшино и начали продвигаться в северном и северо-западном направлениях.

## Интересные факты
Для Н. Ф. Ватутина это был первый опыт в роли командира с 1926 года.